# Muscle semi-épineux de la tête
Le muscle semi-épineux de la tête (ou selon d'anciennes dénominations muscle demi-épineux de la tête ou muscle grand complexus ou muscle transverso-occipital de Virchow ) est un muscle pair du dos situé dans la loge postérieure profonde de la nuque.
C'est un des muscle semi-épineux du groupe des muscles transversaires épineux.

## Description
Le muscle semi-épineux de la tête est un muscle large et plat.
Il est constitué de deux parties : 
- une médiale d'origine surtout thoracique et d'aspect digastrique
- une latérale plus large que la première partie présentant également un aspect digastrique

## Origine
Le muscle semi-épineux de la tête nait du sommet des processus transverses des cinq ou six premières vertèbres thoraciques et de la base des processus transverses des quatre dernières vertèbres cervicales.

## Trajet
Le muscle semi-épineux de la tête se dirige vers le haut.

## Insertion
Le muscle semi-épineux de la tête se termine entre les lignes nuchales supérieure et inférieure sur la face externe de l'écaille de l'os occipital.

## Innervation
Le muscle semi-épineux de la tête est innervé par les rameaux médiaux des branches postérieures des nerfs spinaux cervicaux et thoraciques.

## Action
Le muscle semi-épineux de la tête est extenseur de la tête et par contraction monolatérale permet l'inclinaison homolatérale de la tête.

## Aspect clinique
Le muscle semi-épineux de la tête peut être directement palpé dans la région occipitale entre la partie supérieure du muscle trapèze supérieur et la partie supérieure du muscle splénius bien qu'il ne soit pas un muscle superficiel.
Il se pourrait toutefois qu'il disparaisse à la palpation lorsque le patient possède un trapèze développé.
Il est proéminent chez l'enfant et le vieillard.

## Galerie

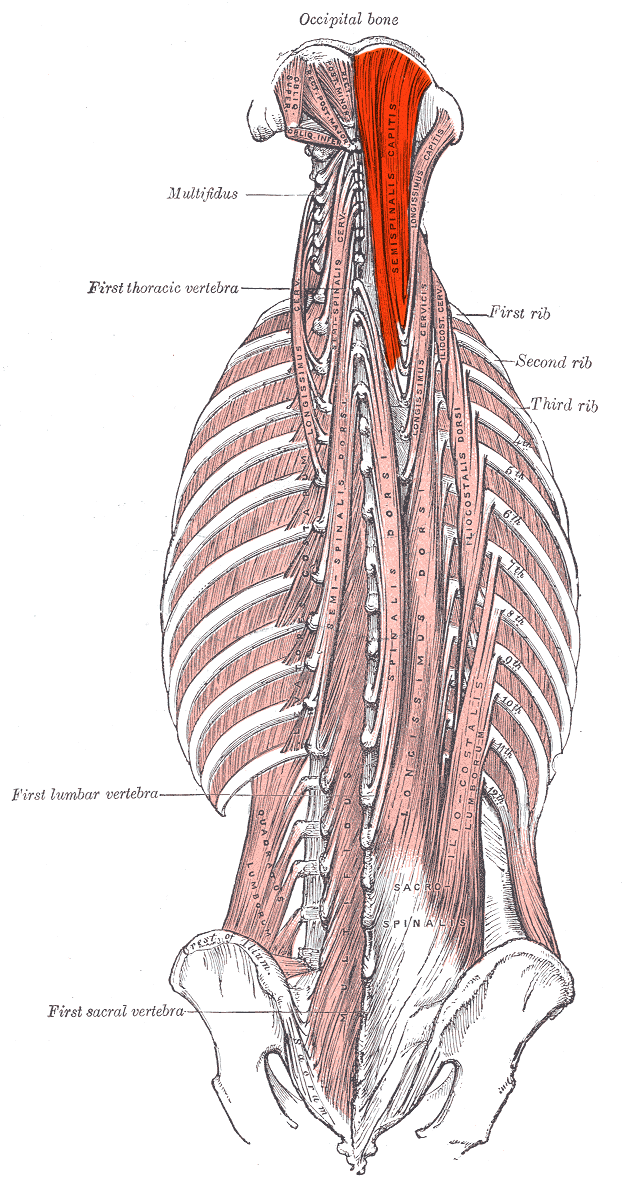
Le muscle semi-épineux de la tête droit
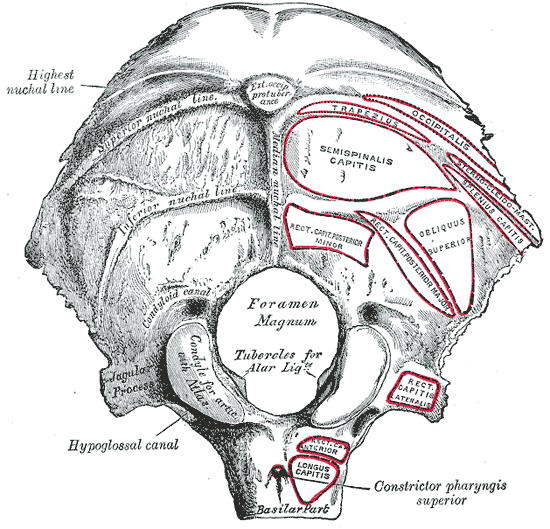
Insertion occipitale du muscle semi-épineux de la tête
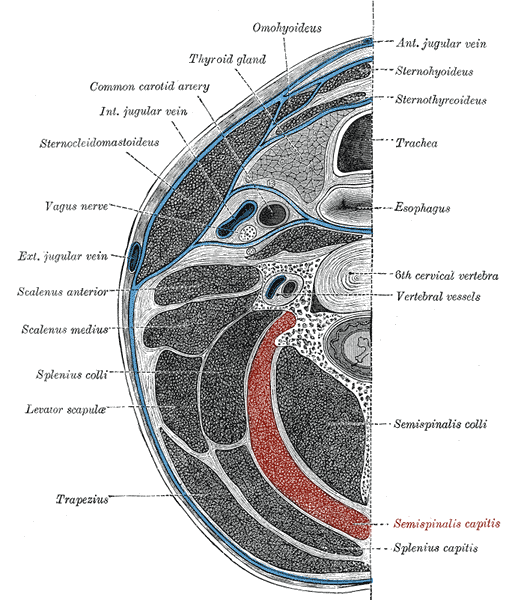
Coupe transversale de la nuque localisant le muscle semi-épineux de la tête.